# 2-아미노페놀
2-아미노페놀(영어: 2-aminophenol)은 화학식이 C6H7NO인 유기 화합물이다. 2-아미노페놀은 이성질체인 4-아미노페놀과 함께 양쪽성 분자이며, 환원제이다. 2-아미노페놀은 염료 및 헤테로고리 화합물의 합성에 유용한 시약이다. 약간의 친수성을 나타내는 2-아미노페놀 흰색 분말은 알코올에 적당히 용해되며, 뜨거운 물에서 재결정화될 수 있다.

## 합성 및 구조
2-아미노페놀(및 이성질체인 4-아미노페놀)은 다양한 촉매들의 존재 하에서 상응하는 나이트로페놀을 수소로 환원시킴으로써 산업적으로 합성된다. 나이트로페놀은 또한 철로도 환원시킬 수 있다.
2-아미노페놀은 이웃하는 아미노기 및 하이드록실기를 포함하는 분자 내 수소 결합 및 분자 간 수소 결합을 형성할 수 있다. 이로 인해 2-아미노페놀은 비슷한 분자량을 가지고 있는 다른 화합물들에 비해 상대적으로 높은 녹는점(174 °C)을 가지고 있다. 예를 들어, 2-메틸페놀은 녹는점이 31 °C이다.

## 적용
2-아미노페놀은 다양한 용도로 사용된다. 환원제로서 아토말(Atomal) 및 오르톨(Ortol)이라는 이름으로 판매되며, 흑백 사진을 현상하는 데 사용된다. 2-아미노페놀은 염료의 합성 과정에서 중간생성물이다. 2-아미노페놀은 다이아조화되고 페놀, 나프톨 또는 다른 방향족 화합물 또는 공명 염료 중에 결합될 때 금속 복합 염료를 생성하는 데 특히 유용하다. 구리 또는 크롬을 사용하는 금속 복합 염료는 일반적으로 둔한 색상을 생성하는 데 사용된다. 3자리 리간드 염료는 1자리 또는 2자리 리간드 염료에 비해 더 안정적이기 때문에 유용하다.
|  |

|  |

아미노기 및 하이드록실기의 인접성으로 인해 2-아미노페놀은 헤테로고리를 쉽게 형성한다. 벤즈옥사졸과 같은 이러한 헤테로고리는 생물학적 활성을 가질 수 있으며, 제약 산업에서 유용할 수 있다.
|  |

## 같이 보기
- 아미노페놀
- 3-아미노페놀
- 4-아미노페놀